# Kniha roku Lidových novin
Kniha roku je literární anketa, kterou každoročně pořádá deník Lidové noviny na základě hlasování spisovatelů, překladatelů, editorů, literárních kritiků, humanitních i přírodních vědců, politiků a jiných osobností literárního a veřejného života. V posledních letech se počet respondentů pohybuje kolem dvou set. Každý z nich hlasuje bez předběžných nominací pro tři knihy z celé knižní produkce daného roku (započítávají se přitom také knihy z konce roku předešlého), jež považuje za nejhodnotnější ze své četby. Hlasující také své tipy krátce komentují.
Tradice této ankety vznikla už roku 1928, obnovena byla v roce 1991. Prvním vítězem byla kniha Andrého Mauroise Mlčení plukovníka Brambla. O rok později vyhrál román Na západní frontě klid Ericha Marii Remarquea.
Jde o anketu s osobním zabarvením, což Lidové noviny neskrývají. Záměrně jdou tak trochu proti proudu oficiálních cen, snaží se objevovat tituly, které byly v jiných soutěžích i v běžné recenzní praxi neprávem opomenuty.

## 1928 – 1941
- 1928 – André Maurois: Mlčení plukovníka Brambla
- 1929 – Erich Maria Remarque: Na západní frontě klid
- 1930 – Jaroslav Durych: Bloudění
- 1931 – Vladislav Vančura: Markéta Lazarová
- 1932
  - Axel Munthe: Kniha o San Michele
  - Vítězslav Nezval: Skleněný havelok
  - Karel Poláček: Hlavní přelíčení
- 1933
  - Ivan Olbracht: Nikola Šuhaj loupežník
  - Lion Feuchtwanger: Válka židovská
- 1934 – Karel Čapek: Povětroň
- 1935 – Karel Čapek: Hovory s T. G. Masarykem III
- 1936
  - John Gunther: Evropa – jaká je
  - Karel Čapek: Válka s Mloky
- 1937 – Karel Čapek: První parta
- 1938 – Vybráno 10 knih bez pořadí, mimo jiné:
  - Josef Hora: Domov, Zpěv rodné zemi
  - Vladimír Holan: Září 1938
  - Marie Majerová: Havířská balada
  - Josef Čapek: Umění přírodních národů
  - Johan Huizinga: Ve stínech zítřka
- 1939 – František Kožík: Největší z pierotů
- 1940 – Vítězslav Nezval: Manon Lescaut
- 1941
  - Jan Drda: Městečko na dlani
  - Josef Palivec: Pečetní prsten
  - Eduard Bass: Cirkus Humberto

## 1946 – 1949 (Svobodné noviny)
- 1946 – Edvard Beneš: Šest let exilu a druhé světové války
- 1947 – Edvard Beneš: Paměti
- 1948 – Klement Gottwald: Deset let, Se Sovětským svazem na věčné časy, Kupředu, zpátky ni krok! aj.
- 1949 – Spisy J. V. Stalina; nejčastěji byly uváděny Otázky leninismu

## Od roku 1991
- 1991 – Václav Havel: Letní přemítání
- 1992 – Jan Zábrana: Celý život
- 1993 – Milan Kundera: Nesmrtelnost
- 1994 – Ivan Diviš: Teorie spolehlivosti
- 1995 – Vlastimil Třešňák: Klíč je pod rohožkou
- 1996 – Naděžda Mandelštamová: Dvě knihy vzpomínek
- 1997 – Josef Topol: Básně
- 1998 – Ivan Martin Jirous: Magorova summa
- 1999 – Ivan Landsmann: Pestré vrstvy a Stéphane Courtois a kol.: Černá kniha komunismu
- 2000 – Jiří Opelík a kol.: Lexikon české literatury a Oldřich Král a Karel Šiktanc (eds.): Tři nadání
- 2001 – Patrik Ouředník: Europeana. Stručné dějiny dvacátého věku
- 2002 – Petra Hůlová: Paměť mojí babičce
- 2003 – Pavel Juráček: Deník 1959–1974
- 2004 – Jan Balabán: Možná že odcházíme
- 2005 – Jáchym Topol: Kloktat dehet
- 2006 – Ivan Martin Jirous: Magorovy dopisy
- 2007 – Jiří Voskovec, Jan Werich: Korespondence I a II
- 2008 – Vladimír Forst, Jiří Opelík, Luboš Merhaut a kol.: Lexikon české literatury I až IV
- 2009 – Josef Kostohryz: Básně, Povídky a jiné prózy
- 2010 – Jan Balabán: Zeptej se táty
- 2011 – Umberto Eco: Pražský hřbitov
- 2012 – Miloš Doležal: Jako bychom dnes zemřít měli
- 2013 – Bohdan Chlíbec: Zimní dvůr
- 2014 – Martin Reiner: Básník
- 2015 – Světlana Alexijevičová: Doba z druhé ruky. Konec rudého člověka
- 2016 – Jiří Hájíček: Dešťová hůl
- 2017 – Marek Švehla: Magor a jeho doba
- 2018 – Aleš Palán: Raději zešílet v divočině – Setkání se šumavskými samotáři
- 2019 – Michel Houellebecq: Serotonin
- 2020 – Daňa Horáková: O Pavlovi
- 2021 – Milan Kundera: Nevědění
- 2022 – Kateřina Tučková: Bílá Voda
- 2023 – Andrea Sedláčková: Toyen
- 2024 – Krystyna Wanatowiczová: Nezval. Básník a jeho syn